# مهمانی ساحل روانی
مهمانی ساحل روانی (انگلیسی: Psycho Beach Party) فیلمی در ژانر کمدی ترسناک و بیچ پارتی است که در سال ۲۰۰۰ منتشر شد.

## بازیگران
- لورن آمبروز
- توماس گیبسون
- ایمی آدامز
- نیکولاس برندن
- مت کیزلار
- بت بروریک
- چانون اشپل
- دیوید چوکاچی
- کاتلین رابرتسون
- رجی لی